# Приколотнянский маслоэкстракционный завод
Приколотнянский маслоэкстракционный завод (укр. Приколотненський олійно-екстракційний завод) — предприятие пищевой промышленности в посёлке городского типа Приколотное Великобурлукского района Харьковской области.

## История
Предприятие возникло в 1907 году, когда в селении Приколотное Харьковской губернии Российской империи была открыта маслобойка.

### 1917 - 1991
После гражданской войны она была национализирована и восстановлена как Приколотнянский маслобойный завод. Во время индустриализации 1930-х годов оборудование предприятия было обновлено.
Во время Великой Отечественной войны в 1941—1943 селение находилось под немецкой оккупацией, в дальнейшем завод был восстановлен и продолжил работу.
В соответствии с 12-м пятилетним планом развития народного хозяйства СССР в 1980-1987 гг. завод был реконструирован.
В целом, в советское время завод входил в число крупнейших предприятий посёлка и района, на его балансе находились объекты социальной инфраструктуры.

### После 1991
После провозглашения независимости Украины завод перешёл в ведение министерства сельского хозяйства и продовольствия Украины.
В мае 1995 года Кабинет министров Украины утвердил решение о приватизации завода. В дальнейшем, государственное предприятие было преобразовано в открытое акционерное общество.
2001 год завод завершил с убытком 849,5 тыс. гривен, 2002 год - с чистым убытком в 1134,4 тыс. гривен.
В 2002-2003 гг. на заводе было построено и 16 декабря 2003 года - введено в эксплуатацию новое производство по рафинации и разливу подсолнечного масла в полиэтиленовые бутылки ёмкостью 1 литр, 3 литра и 5 литров. После запуска линии рафинации, МЭЗ начал выпуск рафинированного подсолнечного масла под торговой маркой "Стожар".
В октябре 2003 года Фонд государственного имущества Украины продал за 52 976 гривен клуб Приколотнянского маслоэкстракционного завода.
В 2003 году объем производства подсолнечного масла на заводе составил 60 тыс. тонн, в 2004 году - 58 тыс. тонн. 
1 июля 2004 года ОАО "Приколотнянский маслоэкстракционный завод" объявило о прекращении своей деятельности путем ликвидации в соответствии с решением собрания акционеров. В дальнейшем, завод был реорганизован в закрытое акционерное общество и перешёл в собственность созданной в 1995 году в Киеве компании ЗАО "Евротек".
2006 год завод завершил с убытком в размере 4,547 млн. гривен. В декабре 2006 года владельцем завода стала группа компаний "Кернел".
Начавшийся в 2008 году экономический кризис осложнил положение предприятия. 3 марта 2008 года Антимонопольный комитет Украины оштрафовал киевскую компанию ООО "Кернел Трейд" (структурное подразделение группы компаний "Кернел", в собственности которой находился Приколотнянский МЭЗ) и ДП с иностранными инвестициями "Сан-Трейд" на 60 млн. гривен каждую за согласованные антиконкурентные действия на рынке подсолнечного масла в июле-августе 2007 года. В ходе расследования было выяснено, что компании, исходя из повышения цен на подсолнечник нового урожая, необоснованно повысили цены на свою продукцию, имея достаточный запас сырья для производства подсолнечного масла, закупленного по старым ценам.
2008 год предприятие завершило, увеличив убытки.
В дальнейшем, предприятие было реорганизовано в общество с ограниченной ответственностью.

## Деятельность
Завод производит подсолнечное масло и соевое масло, а также подсолнечный и соевый шрот (отходы производства, которые продаются как корм для животноводческих хозяйств). В первом полугодии 2009 года производственная мощность завода позволяла перерабатывать 495 тонн семян подсолнечника или сои в сутки; рафинировать 250 тонн жидкого растительного масла в сутки; разливать в бутылки до 330 тонн жидкого растительного масла в сутки.